# Leptolebias leitaoi
Leptolebias leitaoi är en fiskart som först beskrevs av Da Cruz och Peixoto 1992.  Leptolebias leitaoi ingår i släktet Leptolebias och familjen Rivulidae. Inga underarter finns listade i Catalogue of Life.